# Ignacio Huang
Huang Sheng Huang (en chino, 黃勝煌; Taipéi, 31 de diciembre de 1979) conocido por su nombre en español Ignacio Huang es un actor y diseñador gráfico taiwanés nacionalizado argentino, que ha desarrollado su carrera artística en Argentina.

## Biografía
Ignacio Huang nació en Taipéi, la capital de Taiwán el 1 de enero de 1980, para Argentina es un dia antes, por lo tanto seria 31 de diciembre de 1979. A los once años se mudó con su familia a Argentina, para trabajar junto a sus padres y sus hermanos en una empresa textil familiar. Sus padres no querían que se hiciese actor y lo obligaron a seguir otra carrera. Huang ingresó en la Universidad de Buenos Aires como diseñador gráfico. Sin embargo, en 2002 comenzó a estudiar teatro con Norman Briski y luego cursó la licenciatura en actuación en el IUNA (Instituto Universitario Nacional del Arte).
Su debut en el teatro fue en Charla, una obra dirigida por Diego Rodríguez, en 2003. Actuó en otras obras como El año de Leberwurst (2006), Ángel (2007) y Dixit (2008). En 2006, actuó en el unitario de televisión Hermanos y detectives, como Kamiho. En cuanto a cine, su primer trabajo relevante fue Filmatron (2007), aunque su salto a la fama mundial fue protagonizando, junto con Ricardo Darín, Un cuento chino (2011), película dirigida por Sebastián Borensztein. Al año siguiente, le llegó una nueva propuesta: Balneario La Salada, otro filme que protagonizó. En 2014 rodó junto a Diego Shaalo la película Comandos Indestructibles, bajo las órdenes del director Carlos De la Fuente.
En 2015 dirigió una obra de teatro de títeres orientales, llamada Rey Mono vs Madam Esqueleto, adaptación de la novela china Peregrinación al Oeste, obra canónica anónima de más de 1200 años de antigüedad.

## Filmografía

### Cine
| Cine | Cine                                     | Cine                   | Cine                  | Cine   |
| Año  | Título                                   | Papel                  | Director(a)           | Ref(s) |
| ---- | ---------------------------------------- | ---------------------- | --------------------- | ------ |
| 2004 | Mujer Mariposa                           | Butterfly              | Walter Guzmán         | Ver    |
| 2007 | Inzomnia                                 | Obrero                 | Paula Pollacchi       | Ver    |
| 2007 | Apolonia Borgoña                         | Samurái                | Mariano Ramos         | Ver    |
| 2007 | Filmatron                                | Yama                   | Pablo Parés           | Ver    |
| 2008 | Incómodos                                | Panfletero             | Esteban Menis         | Ver    |
| 2008 | La canción del inmigrante (cortometraje) | Killer                 | Federico Menéndez     | Ver    |
| 2008 | Triste (cortometraje)                    | Wong                   | Andrés Testagrossa    | Ver    |
| 2008 | Chikas Vampyras                          | Brad                   | Silvio Farah          | Ver    |
| 2008 | El Ratón Pérez 2                         | Periodista             | Andrés G. Schaer      | Ver    |
| 2009 | Pez elefante                             | Rubén                  | Wenceslao Bonelli     | Ver    |
| 2010 | Boca de fresa                            | Traductor              | Jorge Zima            |        |
| 2010 | La vieja de atrás                        | Cajero de supermercado | Pablo José Meza       | Ver    |
| 2011 | Un cuento chino                          | Jun                    | Sebastián Borensztein | Ver    |
| 2013 | La Salada                                | Huang                  | Juan Martín Hsu       | Ver    |
| 2014 | Comandos Indestructibles                 | Max                    | Carlos De la Fuente   | Ver    |
| 2016 | El peor hombre del Mundo                 | Kevin                  | Edgard Roca           | Ver    |

### Televisión
| Televisión | Televisión                   | Televisión         | Televisión                                             | Televisión |
| Año        | Título                       | Papel              | Director(a)                                            | Ref(s)     |
| ---------- | ---------------------------- | ------------------ | ------------------------------------------------------ | ---------- |
| 2005       | Casados con hijos            | Empresario japonés | Claudio Ferrari                                        | Ver        |
| 2006       | Hermanos y detectives        | Kamiho             | Damián Szifron                                         | Ver        |
| 2013       | Taxxi, amores cruzados       | Taxista            | Diego Palacio, Viviana Guadarrama y Juan Pablo Laplace |            |
| 2014       | Mi viejo verde               | -                  | Carlos Luna                                            |            |
| 2014       | Guapas                       | Ricardo            | Daniel Barone y Lucas Gil                              |            |
| 2015       | 4 reinas                     | Ricardo "Ricky"    | Diego Suárez                                           |            |
| 2016       | Educando a Nina              |                    |                                                        |            |
| 2016       | El Marginal                  | Wan                |                                                        |            |
| 2017       | La fragilidad de los cuerpos | El chino           |                                                        |            |
| 2021       | Viral                        | "El Chino"         | Rodrigo Maggio                                         |            |

### Teatro
| Teatro | Teatro                           | Teatro                    | Teatro    | Teatro |
| Año    | Obra                             | Función                   | Papel     | Ref(s) |
| ------ | -------------------------------- | ------------------------- | --------- | ------ |
| 2003   | Charla                           | Actor                     | Pingui    | Ver    |
| 2004   | Elma Mut en la bañera            | Actor                     |           | Ver    |
| 2005   | Monstruos humanos                | Actor                     | Turista   | Ver    |
| 2005   | La quinta trompeta               | Actor                     |           | Ver    |
| 2005   | Soy Sonia Naumann                | Actor                     |           | Ver    |
| 2006   | El año de Leberwurst             | Actor                     | Fabo      | Ver    |
| 2007   | Angel (Musical Queer)            | Actor                     | Uriel     | Ver    |
| 2008   | Dixit                            | Actor y diseñador gráfico | Germán    | Ver    |
| 2009   | El mensajero                     | Actor y diseñador gráfico | Mensajero | Ver    |
| 2013   | Fotografías de gritos de pájaros | Actor                     | Paciente  | Ver    |